# Tesa Litvan
Tesa Litvan (Zagreb, 31. svibnja 1996.) hrvatska je kazališna, televizijska i filmska glumica.

## Filmografija

### Televizijske uloge
- Ko te šiša kao cura #1 (2018.)
- Uspjeh kao Zora (2019.)
- Metropolitanci kao Laura Toplak (2022.)
- Split homicide kao Layla (2024.)
- San snova kao Lucija
- Kumovi kao medicinska sestra Zrinka

### Filmske uloge
- Ljubav ili smrt kao Melita (2014.)
- Polufinale (kratki film) (2014.)
- Dnevnik Diane Budisavljević kao Dianina kći Ila (2019.)
- Nosila je rubac črleni kao Ančica i beba (glas) (2022.)
- Settembre kao Ana
- Diva futura kao Eva Henger

### Sinkronizacija
- Spasioci iz Malibua kao Lizzie McGrath (2020.)
- Surviving Summer kao Poppy (2022.)
- The Monkey King kao Lin (2023.)
- The Little Mermaid kao Vanessa (2023.)
- Unicorn Academy kao Layla (2024.)
- Avatar: the Last Airbender kao Katara (2024.)

## Nagrade
Nagrada Nada Subotić za najbolju mladu glumicu do 28 godina (2018.)

## Vanjske poveznice
- Profil, IMDb
- Profil, HNK
- Profil, Instagram